# Operário Esporte Clube
L'Operário Esporte Clube, noto anche semplicemente come Operário, è una società calcistica brasiliana con sede nella città di Manacapuru, nello stato dell'Amazonas.

## Storia
Il club è stato fondato il 10 giugno 1982. L'Operário ha vinto il Campeonato Amazonense Segunda Divisão nel 2010.

## Palmarès

### Competizioni statali
- Campeonato Amazonense Segunda Divisão: 2

2010, 2014